# Dominique Badji
Dominique Badji (Dakar, 16 oktober 1992) is een Senegalees voetballer die bij voorkeur als aanvaller speelt. Hij tekende in 2015 een contract bij Colorado Rapids uit de Major League Soccer.

## Clubcarrière
Op 15 januari 2015 werd Badji als zevenenzestigste gekozen in de MLS SuperDraft 2015 door Colorado Rapids. Hij maakte zijn debuut op 7 maart 2015 als basisspeler tegen Philadelphia Union.